# 929
| 929                |
| ------------------ |
| Dødsfald - Fødsler |
|                    |

| Gregoriansk kalender | 929 CMXXIX              |
| Ab urbe condita      | 1682                    |
| Armensk kalender     | 378 ԹՎ ՅՀԸ              |
| Kinesiske kalender   | 3625 – 3626 戊子 – 己丑 |
| Etiopisk kalender    | 921 – 922               |
| Jødisk kalender      | 4689 – 4690             |
| Hindukalendere       |                         |
| - Vikram Samvat      | 984 – 985               |
| - Shaka Samvat       | 851 – 852               |
| - Kali Yuga          | 4030 – 4031             |
| Iransk kalender      | 307 – 308               |
| Islamisk kalender    | 317 – 318               |

Se også 929 (tal)